# Nørhalne
Nørhalne, ook Nørre Halne is een plaats in de Deense regio Noord-Jutland, gemeente Jammerbugt. De plaats telt 1232 inwoners (2008).